# Artimpaza femorata
Artimpaza femorata là một loài bọ cánh cứng trong họ Cerambycidae.